# Salwa Bakr

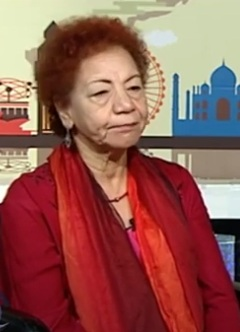
Salwa Bakr in einem TV-Interview, 2021

Salwa Bakr (arabisch سلوى بكر) (* 1949 in Kairo) ist eine ägyptische Schriftstellerin, die 1993 mit dem Literaturpreis der Deutschen Welle ausgezeichnet wurde. Ihre Romane und Erzählungen handeln häufig von der Situation der Frauen im Ägypten von heute.

## Leben
Bakr studierte Betriebswirtschaft und Theaterwissenschaft an der Ain Shams Universität in Kairo und arbeitete danach als Film- und Theaterkritikerin in Ägypten, auf Zypern und im Libanon. Heute lebt sie in Kairo. Sie zählt zu den führenden Schriftstellerinnen ihres Landes und propagiert den interkulturellen Dialog zwischen der arabischen und westlichen Welt. 1993 erhielt sie den Literaturpreis der Deutschen Welle. Als Intellektuelle beteiligt sie sich auch immer wieder an kritischen Diskussionen über die ägyptische Gesellschaft.
Schwerpunkt ihres erzählerischen Werks, das Romane und Erzählungen umfasst, ist die Situation der Frauen im Ägypten von heute. Hierbei gilt ihr besonderes Interesse als Schriftstellerin den Frauen der unteren sozialen Schichten, zum Beispiel in ihrem Roman Der goldene Wagen fährt nicht zum Himmel, der in einem Frauengefängnis spielt. Ihr historischer Roman The Man from Bashmour wurde von der Arabischen Schriftstellerunion als einer der 100 besten arabischen Romane ausgezeichnet.

„Ich schreibe über Frauen, die selten von anderen gesehen werden.“

## Werke in Übersetzung
- Atijas Schrein (1992), Roman, übersetzt von Hartmut Fähndrich
- Die einzige Blume im Sumpf (1994), Roman, übersetzt  von Hartmut Fähndrich
- Der goldene Wagen fährt nicht zum Himmel (1997), Roman, übersetzt  von Evelyn Agharia
- The Man from Bashmour (2007), Roman, engl. Übersetzung von Nancy Roberts